# Andrejs Eglītis
Andrejs Eglītis (21. října 1912 Ļaudona – 23. února 2006 Riga) byl lotyšský básník a veřejná osobnost působící v exilu.

## Životopis
V roce 1922 začal školní docházku na základní škole v Ļaudona. Po ukončení základní školy chtěl pokračovat ve studiu na gymnáziu, ale kvůli nedostatečným finančním prostředkům odjel do Rigy, kde se zapsal do technické školy. Již v této době byl Eglītis nadšen literaturou a napsal své první básně. Současně s tím se věnoval i sportu, zejména fotbalu.
Po ukončení technické školy v roce 1935 byl Andrejs Eglītis povolán k povinné vojenské službě. Chtěl zahájit kariéru důstojníka. Roku 1936 se zapsal do vojenské školy, ale brzy studia zanechal, protože si uvědomil, že armáda není vhodná pro jeho život. V roce 1938 začal dráhu novináře v novinách Brīvā Zeme a Rīts. Pracoval také v lotyšském odboru rozhlasových informací. Chtěl se věnovat studiu teologie na Lotyšské univerzitě, ale tuto myšlenku mu zmařila přicházející válka.
Druhá světová válka a osud lotyšského lidu měly velký vliv na Eglītisovu poezii. V roce 1943 byl vyslán do výcvikové skupiny válečných korespondentů v Berlíně. Po návratu byl přidělen k 19. divizi, která se vydala z Cesvaine do města Liepāja. Na konci dubna roku 1945, kdy bylo přerušeno vydávání deníku Tēvija v Liepāji, se stal redaktorem nového deníku Laika Balss. Roku 1945 spolu s mnoha dalšími představiteli lotyšské inteligence emigroval do Švédska (Gotland). Bydlel ve Stockholmu.
Aktivně se podílel na společenském životě lotyšských vyhnanců. Roku 1998 se po 53 letech strávených v zahraničí vrátil do Lotyšska. Zemřel v Rize 23. února 2006. 

## Literární činnost
Andrejs Eglītis je v lotyšské poezii velmi důležitou osobností. Většinu svého života strávil v exilu a základním prvkem jeho poezie je vlastenectví a láska k vlasti. Texty, které Eglītis sepsal v exilu se vyznačují vyprávěním o platonické lásce, o bolesti ze ztracené a zdevastované vlasti, ve svých textech se často zabývá osudem lidí. Celou jeho poezií prochází přesvědčení, že lotyšská svoboda je nevyhnutelná. Neexistuje jiná možnost než svoboda Lotyšska. Jeho práce byla jedním z mnoha prvků, které během 50 let podporovaly víru v lotyšskou svobodu v lotyšské exilové společnosti. I po svém návratu do Lotyšska zdůrazňoval, že je třeba, aby si národ znovu získal sebeúctu. Básník sám o sobě řekl: „Celá moje poezie je věnována výhradně vlasti. Všechny knihy, které píšu, jsou poctou mé vlasti. Poezie je ve mně zaznamenána. Všechny mé básně pocházejí z podvědomí. Často se jedná o světlé body, když si jen potřebujete udělat poznámku.“